# Umino Chica
Umino Chica (Nhật: 羽海野 チカ (Vũ Hải Dã Thiên Hoa) Hepburn: sinh ngày 30 tháng 8 tại Adachi, Tokyo) là bút danh của một nữ họa sĩ truyện tranh và nhà thiết kế nhân vật người Nhật Bản.
Umino bắt đầu được biết tới với bộ truyện tranh Honey and Clover, bộ truyện đã giúp cô thắng Giải Manga Kodansha năm 2003 và được chuyển thể thành anime bởi J.C.Staff.
Cả hai bộ truyện của cô là Honey and Clover và Sư tử tháng 3 đều được xuất bản tại Việt Nam bởi nhà xuất bản Kim Đồng.

## Tiểu sử
Bút danh của cô xuất phát từ Umi no Chikaku no Youenchi (海の近くの遊園地, lit. công viên giải trí bên bờ biển), địa điểm mà cô ưa thích nhất, đồng thời cũng là tên một tác phẩm doujinshi từ khi cô còn chưa nổi tiếng. Cô hâm mộ Harry Potter và các tác phẩm của đạo diễn Hayao Miyazaki, đồng thời tự nhận mình là một otaku.
Bộ truyện  Honey and Clover bắt đầu được phát hành từ năm 2000 trên tạp chí "CUTiEcomic" của Shueisha. Mười bốn chương đầu tiên của bộ truyện được đăng trên CUTiEcomic, sau đó được chuyển sang tạp chí Young YOU.  Với việc Young YOU ngừng xuất bản vào năm 2005, bộ truyện được chuyển sang phát phát hành trên tạp Chorus, và nó tiếp tục được đăng tại đây cho đến khi kết thúc vào tháng 7 năm 2006 với 64 chương. Umino đã chiến thắng tại giải Manga Kodansha cho Honey and Clover vào năm 2003, và nó đã được chuyển thể thành một series anime dài 24 tập bởi J.C. Staff. Bộ truyện mới của Umino, Sư tử tháng 3 (3月のライオン Sangatsu no Raion), bắt đầu được phát hành trên tạp chí Seinen manga Young Animal của Hakusensha từ tháng 7 năm 2007. Vào năm 2009, cô đảm nhận việc thiết kế nhân vật cho bộ anime Higashi no Eden của đạo diễn Kenji Kamiyama.

## Danh sách tác phẩm

### One-shot
- Sora no Kotori
- Hoshi no Opera

### Manga dài kỳ
- Honey and Clover
- Sư tử tháng 3

### Sách
- Honey and Clover: Official fan book vol.0
- Honey and Clover Illustrations

### Thiết kế nhân vật
- Higashi no Eden